# François de Moulins de Rochefort
François de Moulins de Rochefort (aussi orthographié des Moulins de Rochefort ou Desmoulins de Rochefort), né vers 1470-1480 et mort en 1526, est un prélat français qui fut, notamment, précepteur du futur François Ier et grand aumônier de France.

## Biographie
François de Moulins de Rochefort est issu de la noblesse poitevine, fils de Jean de Moulins de Rochefort et de Louise Jamin, filleule de Louis XI.
Chanoine en 1500, puis abbé de abbaye Saint-Mesmin de Micy, il est  le précepteur et l'aumônier du futur roi François Ier.
Il est ensuite conseiller et grand aumônier du Roi (1519-1526). Il est nommé par François Ier grand aumônier de France, et est qualifié évêque de Condom dans un titre du 25 juillet 1524, mais l’élection d'Erard de Grossoles subsiste au moyen d'une transaction passée entre eux. Il est également prieur commendataire de l'abbaye Saint-Magloire de Léhon à partir de 1524.
Vers 1510, il écrit pour Louise de Savoie un Traité des vertus cardinales enluminé à Lyon par Guillaume II Le Roy.